# حياتي هي الثمن (فلم)
حياتي هي الثمن هو فيلم مصري عرض عام 1961، بطولة هدى سلطان وأحمد مظهر وحسين رياض، ومن إخراج حسن الإمام.

## قصة الفيلم
يلتقي أحد الأثرياء الكبار في السن بامرأة شابة لا تلبث أن تلهب مشاعره، لكنه يشعر أن زوجها عقبة في طريق علاقته بها. لا تبدو المرأة سهلة الإغواء، يقرر الثري إقامة عيادة للزوج كي ينشغل عنها ثم يقوم بإرساله في بعثة علمية إلى الخارج، ويسعى إلى التقرب من المرأة، وعندما تصده يقرر فضحها فيكتب وصية بمبلغ كبير باسم ابن المرأة من زوجها الطبيب، ويدعي الثري في الوصية أنه ابنه نتيجة علاقته بالزوجة. تصل هذه الأخبار إلى الطبيب فيقوم بالانفصال عن الزوجة. تقرر أرملة الثري الانتقام لشرفها مما حدث لها، فتلجأ للمحكمة وتقدم التقارير الطبية التي تؤكد أن زوجها غير قادر على الإنجاب. تبرئ المحكمة ساحة طليقة الطبيب التي لا تلبث أن تستأنف حياتها الزوجية مرة أخرى.

## طاقم التمثيل
- هدى سلطان: (سعاد)
- أحمد مظهر: (حسين)
- حسين رياض: (جابر)
- نجوى فؤاد: (سونيا الراقصة)
- توفيق الدقن: (فلاش - مدير سهرات جابر)
- نجوى سالم: (فتاة ليل)
- أحمد سعيد
- زوزو نبيل: (لطيفة - ضيفة شرف)
- صلاح سرحان: (مهندس معماري)
- عواطف يسري
- عبد الحفيظ التطاوي: (زوج لطيفة)
- ناهد سمير: (والدة حسين)
- ليلى فهمي: (الخادمة)
- أحمد لوكسر: (محامي حسين)
- حامد مرسي: (المريض الفنان)
- محسن حسنين: (من أقارب جابر)
- عبد المنعم إسماعيل: (مريض)
- علي رشدي: (محامي سعاد)
- علي الغندور: (كاتب الوصية)
- رجاء حسين: (صديقة سعاد)
- عبد الحميد بدوي: (من الأعيان)
- حسين إسماعيل: (الأسطى غباشي - الميكانيكي)
- زيزي أصلان
- عبد العظيم شعلان
- عبد المنعم بسيوني
- محمد الشويحي: (من الأقارب)
- كمال الزيني: (مساعد المحكمة)
- عباس الدالي: (مريض)
- شريف علي: (طفل)
- أحمد الأباصيري
- نجوى محمد
- تيري كامل
- فافي مجدي

## فريق العمل
- إخراج: حسن الإمام
- قصة: حسن الإمام
- سيناريو وحوار: محمد عثمان
- مدير التصوير: عبد العزيز فهمي
- مونتاج: مصطفى مختار
- موسيقى تصويرية: فؤاد الظاهري
- إنتاج: أفلام إبراهيم والي
- توزيع: أفلام نهضة الشرق (بول مراديان)